# Thalassina cangioensis
Thalassina cangioensis — вид десятиногих ракоподібних родини Thalassinidae. Описаний у 2024 році.

## Назва
Назва виду cangioensis вказує на типове місцезнаходження.

## Поширення
Ендемік В'єтнаму. Мешкає у мангровому лісі у заповіднику Канзьо у дельті річки Соайрап  у нижній течії річкової системи Донгнай-Сайгон.